# Angelfish
Angelfish fue una banda de rock alternativo originaria de Escocia. La banda se creó originalmente con gran parte de los miembros de otra banda: Goodbye Mr. Mackenzie.
Aunque Shirley Manson no era un miembro muy activo del grupo, ella es la más conocida de todos los integrantes, puesto que la ayudó a lanzar su carrera como vocalista de la banda Garbage. Inicialmente, ella solo tocaba el teclado e hizo algunos arreglos vocales, pero posteriormente se le dio el rol de vocalista principal. El resto de los miembros de Angelfish ; Martin Metcalfe, Fin Wilson y Derek Kelly actualmente forman parte de la banda Isa & the Filthy Tongues, cuyo álbum debut fue lanzado en mayo de 2006.
Angelfish tuvo un pequeño hit con el sencillo "Suffocate Me" el cual captó la atención del productor Steve Marker cuando el video salió al aire en el show 120 Minutes de MTV, a tempranas horas de la mañana, mientras Steve Marker se encontraba trabajando en un proyecto con el productor de Nirvana, Butch Vig. Poco después Vig le propuso a Manson que se uniese a su proyecto (la banda que se llamaría Garbage) lo que condujo a la ruptura de Angelfish.

## Miembros
- Shirley Manson - Voz (originalmente teclado y voz de respaldo)
- Martin Metcalfe - guitarra (originalmente voz)
- Fin Wilson - Bajo
- Derek Kelly - Batería

## Discografía

### Álbumes de estudio
| Año  | Álbum     | Discográfica            |
| ---- | --------- | ----------------------- |
| 1994 | Angelfish | Radioactive Records/MCA |

### Sencillos
| Año  | Lanzamiento          | Discográfica               |
| ---- | -------------------- | -------------------------- |
| 1993 | "Suffocate Me" EP    | Wasteland/Caroline Records |
| 1994 | "Heartbreak to Hate" | Radioactive Records/MCA    |